# Henry Brant
Henry Dreyfuss Brant (Montréal, 15 settembre 1915 – Santa Barbara, 26 aprile 2008) è stato un compositore e musicista statunitense nato in Canada. Molte delle sue opere utilizzano tecniche di spazializzazione.
Membro dell'American Academy of Arts and Letters, ha vinto il Premio Pulitzer per la musica nel 2002 per Ice Field (2001). Ha ricevuto due Guggenheim Fellowship ed è stato il primo compositore americano a vincere il Prix Italia.

## Biografia
Brant nacque nel 1913 a Montreal, da genitori americani (suo padre era violinista). Iniziò a comporre all'età di otto anni e studiò prima al Conservatorio McGill (1926-29) e poi a New York (1929-34). Era in grado si suonare violino, flauto, pianoforte, organo e percussioni a livello professionale.
A soli 19 anni Brant è stato il più giovane compositore compreso nello storico libro di Henry Cowell del 1933, American Composers on American Music, con un saggio sull'armonia obliqua, un'idea che presagiva alcune delle tecniche che avrebbe usato nelle sue composizioni spaziali mature. Cowell afferma che Brant aveva dimostrato una precoce identificazione con la tradizione musicale sperimentale americana.
In seguito Brant compose, orchestrò e diresse per radio, cinema, balletti e gruppi jazz. A partire dalla fine degli anni 40, insegnò alla Columbia University, alla Juilliard School e, per 24 anni, al Bennington College.
Oltre all'attività di compositore, Brant lavorò come orchestratore per molte produzioni hollywoodiane, tra cui il film di Elizabeth Taylor Cleopatra (1963), una delle molte collaborazioni con il compositore Alex North. Anche per 2001: Odissea nello spazio collaborò all'orchestrazione e, a causa degli spasmi muscolari di North dovuti allo stress, Brant dovette inoltre dirigere la sessione di registrazione per la colonna sonora del film. Collaborò per gli arrangiamenti anche con Virgil Thomson, Aaron Copland, George Antheil, Douglas Moore e Gordon Parks.
Il lavoro di Brant come orchestratore non si limitò al cinema e al palcoscenico: la sua affinità con la musica di Charles Ives, del quale The Unanswered Question fu un'ispirazione per la sua musica spaziale, si riscontra anche nell'arrangiamento di Brant della Seconda Sonata per pianoforte di Ives, la "Concord, Mass 1840-60" come A Concord Symphony nel 1996.
Nel 1998 la Fondazione Paul Sacher di Basilea ha acquisito l'intero archivio di manoscritti originali di Brant, che comprende oltre 300 opere e la Wesleyan University gli ha conferito il titolo honoris causa di Doctor of Fine Arts.
Tra gli altri riconoscimenti ottenuti da Brant ci sono quelli della Ford Foundation, della Fromm Music Foundation, del National Endowment for the Arts, della Koussevitzky Foundation e la Letter of Distinction dell'American Music Center.

## Produzione musicale
A metà degli anni 50 Brant arrivò alla conclusione che la musica "non riusciva più a evocare i nuovi stress, le pazzia stratificate e gli assalti multidirezionali della vita contemporanea sullo spirito". Alla ricerca di una struttura ottimale per la presentazione di una musica che abbracciasse una tale simultaneità di trame e stili musicali, Brant realizzò una serie di esperimenti e composizioni esplorando il potenziale della posizione fisica dei suoni nello spazio da utilizzare come elemento compositivo essenziale.
A partire dal 1953, con le Rural Antiphonies (anteriore al Gruppo di Stockhausen del 1955-57 ma trentacinque anni dopo la Quarta Sinfonia di Charles Ives del 1912-18 e Music of the Spheres di Rued Langgaard del 1916-18), Brant sviluppò il concetto di musica spaziale, in cui la posizione di strumenti e/o voci nello spazio fisico è un elemento compositivo significativo. Egli identificava le origini della sua idea nella musica antifonale del tardo Rinascimento e del primo barocco, nell'uso antifonale di quattro insiemi di ottoni collocati agli angoli del palcoscenico nel Requiem di Hector Berlioz e, soprattutto, nelle opere di Charles Ives, in particolare The Unanswered Question. Henry Brant fu il più importante compositore americano di musica spaziale acustica. Il posizionamento pianificato degli artisti in tutta la sala, così come sul palcoscenico, era un fattore essenziale nel suo schema di composizione e un punto di partenza per una gamma radicalmente estesa e per l'intensità dell'espressione musicale. La padronanza della tecnica compositiva spaziale di Brant gli permetteva di scrivere schemi musicali di una complessità polifonica e/o polistilistica senza precedenti, fornendo al contempo la massima risonanza nella sala e una maggiore chiarezza dei dettagli musicali per l'ascoltatore. Il suo catalogo comprende oltre 100 opere spaziali.
In linea con la convinzione di Brant che la musica possa essere complessa e contraddittoria come la vita di tutti i giorni, i suoi lavori più grandi spesso impiegano forze performanti multiple e contrastanti, come in Meteor Farm (1982) per orchestra sinfonica, grande orchestra jazz, due cori, gruppo di tamburi dell'Africa occidentale e coro, solisti dell'India del sud, grande gruppo di Javanese Gamelan, orchestra di percussioni e due soprani solisti occidentali. Gli esperimenti spaziali di Brant lo hanno convinto che lo spazio esercita influenze specifiche su armonia, polifonia, consistenza e timbro. Considera lo spazio come la "quarta dimensione" della musica (dopo altezza, tempo e timbro). Brant ha sperimentato nuove combinazioni di timbri acustici, creando persino interi lavori per gruppi di famiglie strumentali di un singolo timbro: Orbits per 80 tromboni, organo e sopranino, Ghosts & Gargoyles per 9 flauti e altri per trombe e chitarre multiple. Questa predilezione per ensemble di qualità monofonica risale ad Angels and Devils (1932) per un ensemble di 11 flauti. Tuttavia la sua sperimentazione non ha sempre avuto successo. Il suo pezzo del 1972 Immortal Combat messo in scena fuori dal Lincoln Center fu soffocato dal rumore del traffico e da un temporale. Ad eccezione dei pezzi composti per i supporti registrati (in cui usava la sovraincisione o le fonti sonore acustiche), Brant non usava materiali elettronici e non consentiva l'amplificazione della sua musica.
È forse meglio conosciuto per le sue composizioni Verticals Ascending (concettualmente basate sull'architettura delle Watts Towers di Los Angeles) e Horizontals Extending. Una "opera spaziale", The Grand Universal Circus (Libretto: Patricia Gorman Brant) fu rappresentata per la prima volta nel 1956. Nel 2002 Brant vinse il Premio Pulitzer per la Musica per la sua composizione Ice Field. Oltre a comporre suonava il violino, il flauto, il pemperino, le percussioni, il pianoforte e l'organo e frequentemente ha inserito parti solistiche nelle sue grandi opere che eseguiva personalmente.
Le anteprime successive includono Wind, Water, Clouds & Fire, per 4 cori e strumentisti, commissionati da Present Music e presentati per la prima volta il 19 novembre 2004 alla Cattedrale di San Giovanni Evangelista, a Milwaukee, nel Wisconsin. Tremors, per 4 cantanti e 16 strumentisti, commissionato dal Getty Research Institute, debuttò il 4 giugno 2004 al Getty Center di Los Angeles. Tremors è stato ripetuto in un concerto del Green Umbrella alla Walt Disney Concert Hall di Los Angeles il 1º novembre 2004. Ghosts & Gargoyles, un concerto per flauto solo con orchestra di flauti, per New Music Concerts, Toronto andò in anteprima il 26 maggio 2002. Ice Field, per grande gruppo orchestrale ed organo, era stato commissionato da Other Minds per una première del dicembre 2001 alla San Francisco Symphony.
Il manuale di Brant per l'orchestrazione, Textures and Timbres fu pubblicato postumo.

## Opere selezionate

### Orchestra/orchestra da camera
- An Adventure
- Ballad (The Half Songs)
- Decision
- Dedication in Memory of a Great Man
- Downtown Suite
- Symphony in B-flat (The Nineteen-Thirties)
- Symphony No. 2 (Promised Land)
- Variations on a Canadian Theme
- Whoopee in D (1972)
- Whoopee in D major: (Overture for a Fine Orchestra)

### Strumento solista con orchestra/orchestra da camera
- Concerto per clarinetto e orchestra
- Concerto per sassofono e orchestra
- Fantasy and Caprice, per Violino e orchestra
- Concerto per sassofono contralto e orchestra (1941)
- Concerto per sassofono contralto solista o tromba solista (1996)

### Orchestra d'archi
- Saraband
- Two Choral Preludes
- Two Lyric Interludes

### Banda/gruppo di fiati
- Millennium I
- Signs and Alarms
- Street Music (Three Places in Montréal)
- Whoopee in D major

### Strumento solista con banda/gruppo di fiati
- Concerto for Alto Sax or Trumpet with Nine Instruments
- Concerto for Clarinet and Dance (Jazz) Orchestra
- Statesmen in Jazz: Three Portraits

### Strumento solista con gruppo da camera
- Violin Concerto with Lights

### Quartetto vocale con gruppo da camera
- Four Skeleton Pieces
- The Scientific Creation of the World

### Musica da camera

#### Con solista
- Divinity, con clavicembalo solista
- Feuerwerk, con solo female speaker
- Newsflash, con narratore
- Piri

#### Due strumenti
- Ballad, for violin and piano
- Duo, for cello and piano
- Partita, for flute and piano
- Two Rush Hours in Manhattan, for violin and piano

#### Tre strumenti
- Ice Age, for clarinet, glockenspiel, and piano (1954)
- Imaginary Ballet, for piccolo, cello, and piano
- Music for a Five and Dime
- Strength through Joy in Dresden: Introduction and Coda to a Theater Piece

#### Quattro strumenti
- Conversations in an Unknown Tongue
- Four Mountains in the Amstel
- From Bach's Menagerie
- Funeral Music for the Mass Dead
- Galaxy I
- Handorgan Music (1933 Version)
- Handorgan Music (1984 Version)
- A Requiem in Summer
- Variations on a Theme by Robert Schumann

#### Da cinque a nove strumenti
- All Souls Carnival
- American Commencement
- Aria with Thirty Variations
- Galaxy II
- Hieroglyphics II
- Kitchen Music
- The Marx Brothers
- A Requiem in Summer
- Stresses

### Gruppo di percussioni
- Origins (Symphony for Percussion)

### Coro a cappella
- December Madrigal
- Peace Music for U.N. Day
- The Three-Way Canon Blues

### Due pianoforti
- Four Choral Preludes
- Toccata on "Wachet Auf"

### Strumento solista
- The Big Haul, for cello
- Confusion in the Salon, for piano
- Country Tunes in Jazz, for piano
- Four Traumatics, for piano
- Mobiles 1, for flute
- Oases, for cello
- Two Conclusions, for piano

### Musica spaziale

#### Orchestra/orchestra da camera
- Antiphony I
- Antiphony I (chamber version)
- Antiphony One
- Curriculum ll: Spatial Tone Poem
- Desert Forests (2000)
- Ice Field
- On the Nature of Things (1956)
- Plowshares and Swords
- Prisons of the Mind
- Trinity of Spheres